# Daniel Bernoulli
Daniel Bernoulli I., švicarski matematik in fizik, * 9. februar 1700, Groningen, Nizozemska, † 17. marec 1782, Basel, Švica.

## Življenje in delo
Daniel je bil Johannov (Janezov) sin in Jakobov nečak, ter Nicholasov (Nikolajev) in Johannov (Janezov) brat. Že zelo zgodaj se je začel zanimati za matematiko. Čeprav je leta 1721 končal študij medicine, je leta 1725 postal profesor matematike na Ruski akademiji v Sankt-Peterburgu. Pozneje je poučeval ekperimentalno filozofijo, anatomijo in botaniko na univerzah v Groningenu in Baslu. Pomembni so njegovi prispevki na področju verjetnostnega računa, navadnih in parcialnih diferencialnih enačb, hidrodinamike in astronomije. S svojim atomističnim pogledom je predlagal že tudi neko vrsto kinetične teorije plinov. Poskušal je pojasniti obnašanje plinov pri spremembi tlaka in temperature na osnovi verjetnosti. Njegovo delo na tem področju je tisti čas ostalo neopaženo. 
Bil je tudi utemeljitelj matematične fizike. Proučeval je tok tekočin in je leta 1738 odkril Bernoullijevo enačbo, zakon, da se z naraščanjem hitrosti tekočinskega toka v vodoravni smeri tlak zmanjšuje. Enačba povezuje tlak, hitrost in višino v tekočinskem toku: vsota gostote dela tlaka, to je tlaka, gostote kinetične energije in gostote potencialne energije je konstantna. Velja v stacionarnem toku neviskozne in nestisljive tekočine ter povezuje dve točki na tokovnici. V toku nestisljive neviskozne tekočine se hitrost zmanjša in tokovnice razredčijo, ko se presek poveča. Hitrost se poveča in tokovnice zgostijo, ko se presek zmanjša. V primeru, da povežemo z enačbo razmere v dveh presekih v cevi, moramo upoštevati srednje vrednosti za tlak, hitrost in višino:
{\displaystyle p+\rho gz+{1 \over 2}\rho v^{2}={\hbox{konst.}}\!\,,}
kjer je p tlak, {\displaystyle \rho } gostota tekočine, g težni pospešek, z višina nad izbrano ničelno vodoravno ravnino in v hitrost tekočine. Enačbo uporabimo kot približek za tok kapljevin in plinov, če odmiki od navedenih zahtev niso preveliki. Enačba na 10 % natančno opiše tekočinski tok pri poskusih. 
Med prvimi je Bernoulli v Evropi sprejel Newtonovo delo v fiziki.
Prvi je določil Besslove funkcije.